# Lijst van Surinaamse ministers van Sport- en Jeugdzaken
Dit is een lijst van Surinaamse ministers van Sport- en Jeugdzaken. Het ministerie werd in 2010 ingesteld bij het aantreden van het eerste kabinet van Desi Bouterse. Paul Abena bekleedde als eerste de functie van minister van dit departement.
| Minister            | Periode      | Kabinet     |
| ------------------- | ------------ | ----------- |
| Paul Abena          | 2010 - 2012  | Bouterse I  |
| Ismanto Adna        | 2012 - 2015  | Bouterse I  |
| Faizal Abdoelgafoer | 2015 - 2017  | Bouterse II |
| Joan Dogojo         | 2017 - 2018  | Bouterse II |
| Lalinie Gopal       | 2018 - 2020  | Bouterse II |
| Geen ministerie     |              |             |
| Lalinie Gopal       | 2025 - heden | Simons      |

Arbeid · Binnenlandse Zaken · Buitenlandse Zaken · Defensie · Economische Zaken · Financiën · Justitie en Politie · Landbouw, Veeteelt en Visserij · Natuurlijke Hulpbronnen · Onderwijs en Volksontwikkeling · Openbare Werken · Planning en Ontwikkelingssamenwerking · Regionale Ontwikkeling · Ruimtelijke Ordening, Grond- en Bosbeheer · Sociale Zaken en Volkshuisvesting · Sport- en Jeugdzaken · Transport, Communicatie en Toerisme · Volksgezondheid
premier · president · vicepresident
gouverneurs (1650-1954) · gouverneurs (1954-1975) · gevolmachtigd ministers van Suriname